# The Gods Must Be Crazy
The Gods Must Be Crazy (tạm dịch tiếng Việt: Đến Thượng Đế cũng phải cười) là một bộ phim điện ảnh hài công chiếu năm 1980 do Jamie Uys đạo diễn kiêm tác giả kịch bản, sản xuất và dựng phim. Là thành phẩm hợp tác quốc tế của Nam Phi và Botswana, đây là bộ phim đầu tiên trong loạt The Gods Must Be Crazy. Lấy bối cảnh ở Nam Phi, phim có sự tham gia của nông dân người San ở Namibia Nǃxau ǂToma trong vai Xi, một thợ săn bắn-hái lượm ở sa mạc Kalahari; bộ tộc của anh phát hiện ra một cái chai Coca-Cola bằng thủy tinh rơi từ máy bay và tin rằng đó là món quà mà các vị thần của họ ban cho. Khi Xi bắt đầu đi trả lại chiếc lọ cho các vị thần, hành trình của anh xen lẫn với hành trình của một nhà sinh vật học (Marius Weyers), một giáo viên trường làng mới được thuê (Sandra Prinsloo) và một nhóm khủng bố du kích.
The Gods Must Be Crazy được Ster-Kinekor phát hành tại Nam Phi vào ngày 10 tháng 9 năm 1980, và đã phá vỡ một số kỷ lục phòng vé tại quốc gia này, trở thành bộ phim Nam Phi thành công nhất về mặt tài chính từng được sản xuất vào thời điểm ấy. Bộ phim gặt hái thành công về mặt thương mại lẫn phê bình ở hầu hết các quốc gia khác, nhưng mất nhiều thời gian hơn để có được thành công ở Hoa Kỳ; tại đây cuối cùng bộ phim được 20th Century Fox tái phát hành vào năm 1984, với lời thoại gốc tiếng Nam Phi được lồng tiếng Anh. Bất chấp thành công, bộ phim đã bị chỉ trích vì miêu tả chủng tộc và bị coi là thiếu hiểu biết về phân biệt đối xử và chế độ apartheid ở Nam Phi.
Năm 1989, phần tiếp theo của bộ phim là The Gods Must Be Crazy II được trình chiếu.

## Cốt truyện
Xi và bộ tộc San của anh sống hạnh phúc ở sa mạc Kalahari, cách xa nền văn minh công nghiệp. Một ngày nọ, một chai Coca-Cola thủy tinh bị phi công ném ra khỏi máy bay và rơi xuống đất mà không vỡ. Ban đầu, bộ lạc của Xi cho rằng chiếc lọ là món quà mà các vị thần ban cho họ (họ tin rằng thực vật và động vật cũng được ban như thế) và tìm thấy nhiều công dụng của nó. Tuy nhiên, không như những món quà khác, chỉ có một chai thủy tinh, điều này gây ra xung đột không lường trước được trong bộ lạc. Do đó, Xi (chỉ mặc một chiếc khố) quyết định hành hương đến tận cùng thế giới và vứt bỏ đối tượng gây chia rẽ bộ tộc.
Trên đường đi, Xi gặp nhà sinh vật học Andrew Steyn đang nghiên cứu phân hữu cơ của động vật hoang dã; trợ lý và thợ máy của Steyn là M'pudi; Kate Thompson, một người phụ nữ bỏ nghề nhà báo ở Johannesburg để trở thành giáo viên trường làng; và cuối cùng là một nhóm du kích do Sam Boga lãnh đạo, chúng đang bị quân đội chính phủ truy đuổi sau một vụ ám sát bất thành. Tại một thị trấn hư cấu tên là Biryani, phía tây bắc Botswana, người của Boga giết ba thành viên nội các và làm bị thương hai người khác nhằm cố đoạt mạng tổng thống, làm quân đội phải truy đuổi chúng gắt gao.
Steyn được giao nhiệm vụ đưa Thompson đến ngôi làng nơi cô sẽ dạy học, nhưng anh tỏ ra lúng túng và vụng về khi ở bên cô. Chiếc xe Land Rover của họ khựng lại khi cố gắng vượt qua một con sông sâu; anh ta kéo nó chạy bằng tời, song nó vẫn tiếp tục nâng chiếc xe lên một ngọn cây rất cao trong khi Steyn đãng trí đang bị phân tâm khi lôi Thompson ra khỏi bụi cây tầm xuân. Cô đã nhiều lần tưởng rằng anh đang theo đuổi mình khi anh cố chạy trốn tránh động vật hoang dã và đốt lửa trại buổi tối. Cuối cùng, một hướng dẫn viên du lịch safari kiêu căng tên là Jack Hind đến và đưa Thompson đi hết quãng đường còn lại đến ngôi làng.
Một ngày nọ, Xi tình cờ gặp một đàn dê và dùng mũi tên tẩm thuốc mê bắn một con, định ăn thịt nó. Anh bị bắt và bị kết án tù. M'pudi nhờ từng sống với người San và có thể nói được tiếng San, không hài lòng với bản án. Anh và Steyn sắp xếp thuê Xi làm người theo dõi trong thời gian còn lại của bản án thay cho thời gian ngồi tù, đồng thời dạy Xi cách lái chiếc xe Land Rover của Steyn. Trong khi đó, quân du kích chiếm giữ trường học của Thompson, bắt cô và các học sinh làm con tin khi chúng trốn sang một quốc gia láng giềng.
Steyn, M'pudi và Xi trong lúc say mê nghiên cứu thực địa nhận thấy rằng họ đang đi dọc theo con đường của đoàn khủng bố và trẻ em, đồng thời quan sát chuyển động của chúng bằng kính viễn vọng. Họ cố làm bất động 6 trong số 8 tên du kích bằng cách sử dụng phi tiêu thuốc an thần tạm thời do Xi phóng với một cây cung nhỏ, cho phép Thompson và bọn trẻ tịch thu súng của bọn du kích. Steyn và M'pudi bắt giữ hai tên du kích còn lại bằng cách dùng rắn dọa một người và bắn vào cây phía trên người kia, khiến mủ từ cây chảy ra và làm rát da anh ta. Jack Hind đến rồi đưa Thompson và bọn trẻ đi, tranh mất công giải cứu mà Steyn, M'pudi và Xi mới là những người thật sự lên kế hoạch và tiến hành.
Sau đó, khi thời hạn của Xi kết thúc, Steyn trả lương cho anh và đưa anh lên đường. Xi chưa bao giờ nhìn thấy tiền giấy trước đây và ném chúng xuống đất. Sau đấy Steyn và M'pudi lái xe từ trại của họ để ghé thăm Thompson, nơi Steyn cố gắng giải thích xu hướng không phối hợp của anh ấy lúc có mặt cô, nhưng lại vô tình và liên tục làm đổ một số đồ vật trong lúc giải thích. Thompson thấy những cố gắng của anh thật đáng yêu và hôn Steyn.
Sau cùng Xi cũng đến Cửa sổ của Chúa, đỉnh của một vách đá với một lớp mây trôi thấp dày đặc che khuất cảnh quan bên dưới. Do tin chắc rằng mình đã đến nơi tận cùng thế giới, anh ném cái chai ra khỏi vách đá và trở về với gia đình.

## Phân vai
- Nǃxau ǂToma vai Xi
- Marius Weyers vai Tiến sĩ Andrew Steyn
- Sandra Prinsloo vai Kate Thompson
- Louw Verwey vai Sam Boga
- Michael Thys vai M'Pudi
- Nic de Jager vai Jack Hind
- Fanyana Sidumo vai lính đánh bài 1
- Joe Seakatsi vai lính đánh bài 2
- Brian O'Shaughnessy vai ông Thompson
- Ken Gampu vai Tổng thống

Đạo diễn Jamie Uys xuất hiện trong một vai không được đề tên là Reverend.

## Sản xuất

### Phát triển và tuyển vai
– đạo diễn Jamie Uys nói về người tộc San.
Jamie Uys đã hình thành tiền đề của The Gods Must Be Crazy khi thực hiện bộ phim tài liệu Animals Are Beautiful People vào năm 1974. Bộ phim tài liệu được ghi hình một phần trên sa mạc Kalahari, nơi Uys lần đầu gặp người San và "phải lòng họ". Uys chọn chai Coca-Cola làm đối tượng mà người San sẽ khám phá và thèm muốn trong The Gods Must Be Crazy vì anh thấy rằng chai này đại diện cho "xã hội nhựa của chúng ta" và vì nó "là một thứ đẹp đẽ, nếu bạn 'chưa bao giờ nhìn thấy thủy tinh trước đây".
Uys lưu ý rằng anh đã lấy hình mẫu nhân vật Andrew Steyn theo chính mình: "Tôi từng khó xử như vậy đó, đặc biệt là với phụ nữ. Nhưng sau đó, tôi nghĩ hầu hết các chàng trai trẻ đều làm đổ vỡ với cô nàng đầu tiên của họ".
Sau khi viết kịch bản cho The Gods Must Be Crazy, Uys được cho là đã dành ba tháng đi qua sa mạc Kalahari cùng với một thông dịch viên, tìm kiếm một người San để đóng vai Xi trong phim. Sau khi thăm các khu vực sa mạc có người San sinh sống, Uys đã chụp ảnh những người mà anh cảm thấy mình có thể tuyển mộ, rồi "đánh dấu kinh độ và vĩ độ để chúng tôi có thể tìm lại họ".
Uys quyết định chọn nông dân tộc San của nước Namibia tên Nǃxau ǂToma vào vai Xi, và sau này kể lại rằng "Lúc đầu [Nǃxau] không hiểu, vì họ không có từ nào để chỉ công việc. Rồi người phiên dịch hỏi: 'Anh có muốn đi cùng chúng tôi vài ngày không?'" N!xau gật đầu và bay cùng Uys bằng máy bay đến Windhoek, Namibia, nơi được chọn là cơ sở sản xuất bộ phim. Uys kể rằng "chiếc máy bay chẳng gây ấn tượng gì với anh ta cả. Anh ấy nghĩ chúng tôi là những pháp sư, vì vậy anh tin rằng chúng tôi có thể làm bất cứ điều gì. Chẳng có gì làm anh ta ấn tượng hết". Trong phòng khách sạn của mình, N!xau đồng ý sử dụng nhà vệ sinh, nhưng ngủ trên sàn chứ không phải trên giường được cung cấp.
Tuy nhiên theo tác giả Josef Gugler, Uys "đã [hư cấu] khâu sản xuất của phim. Những câu chuyện mà anh kể với các nhà phê bình rất đa dạng". Không như những gì được thể hiện trong The Gods Must Be Crazy, N!xau không có lối sống săn bắt-hái lượm; anh lớn lên với nghề chăn gia súc trong một nông trại ở Botswana, rồi chuyển đến Namibia làm đầu bếp. Trong bộ phim tài liệu Nǃai, the Story of a ǃKung Woman (1980) do John Marshall làm đạo diễn, những trích đoạn ghi hình The Gods Must Be Crazy được sử dụng. Phim tài liệu cho thấy người San bị hạn chế sống ở một khu bảo tồn do chính quyền Nam Phi thành lập ở Tsumkwe, Namibia. Người San tại đó không phải là những người săn bắt-hái lượm; thay vào đó họ phụ thuộc vào lương thực và viện trợ của chính phủ, một vài người  còn mắc bệnh lao.

### Ghi hình
The Gods Must Be Crazy được ghi hình ở Tsumkwe, Namibia, cũng như ở Botswana. Theo Uys, N!xau sẽ được bay trở về nhà ở sa mạc Kalahari cứ 3 hoặc 4 tuần một lần để nhằm giúp anh tránh bị sốc văn hóa. Trong thời gian ở thành thị, N!xau đã học cách hút thuốc, say mê rượu và sake. Uys nói rằng anh đã trả cho N!xau 300 đô la Mỹ cho 10 ngày làm việc đầu tiên, nhưng số tiền này được cho là đã bị gió thổi bay. Sau đó N!xau được bồi thường 12 con gia súc. Năm 1985, Uys kể rằng anh đã gửi cho N!xau 100 đô la Mỹ mỗi tháng kể từ khi quay phim, số tiền này N!xau đã sử dụng tại một cửa hàng buôn bán cách nơi anh đi săn 60 dặm; Uys cũng tuyên bố rằng một tài khoản giám hộ trị giá 20.000 đô la Mỹ đứng tên N!xau đã được thiết lập. Cảnh một con tê giác dập lửa dựa trên một truyền thuyết của người Miến Điện về tê giác ăn lửa, không được biết đến rộng rãi ở Châu Phi và dường như không dựa trên thực tế.

## Phát hành

### Doanh thu phòng vé
The Gods Must Be Crazy lúc đầu được hãng Ster-Kinekor Pictures phát hành tại Nam Phi vào ngày 10 tháng 9 năm 1980. Trong 4 ngày đầu tiên ra mắt, bộ phim đã phá kỷ lục phòng vé ở mọi thành phố tại Nam Phi. Tác phẩm trở thành bộ phim có doanh thu cao nhất năm 1982 tại Nhật Bản, nơi phim được phát hành dưới nhan đề Bushman. Giám đốc sản xuất Boet Troskie đã bán quyền phân phối bộ phim cho 45 quốc gia.
Nhằm ra rạp tại Hoa Kỳ, đoạn hội thoại gốc bằng tiếng Afrikaans đã được lồng tiếng Anh, việc lồng tiếng đã được thực hiện với các câu thoại !Kung và Tswana. Lúc đầu bộ phim được phát hành hạn chế tại Mỹ thông qua Jensen Farley Pictures vào năm 1982, nhưng thể hiện kém ở phòng vé tại ít nhất nửa tá thành phố chiếu thử. Tuy nhiên, sau cùng bộ phim gặt hái thành công về mặt thương mại và phê bình khi được hãng 20th Century Fox tái phát hành vào ngày 9 tháng 7 năm 1984, trở thành bộ phim ngoại ngữ có doanh thu cao nhất được phát hành tại Hoa Kỳ lúc bấy giờ. Phim cũng được chiếu tại rạp Music Hall Theater ở Beverly Hills, California trong ít nhất 8 tháng.
Sau 4 năm đầu phát hành, The Gods Must Be Crazy đã thu về 90 triệu đô la Mỹ trên toàn thế giới. Tính đến  năm 2014, bộ phim đã đạt doanh thu 1,8 tỷ R (khoảng 200 triệu đô la Mỹ) trên toàn thế giới, tính cả hơn 60 triệu đô la Mỹ tại Hoa Kỳ.

### Đánh giá chuyên môn
Trên trang web tổng hợp đánh giá Rotten Tomatoes, The Gods Must Be Crazy nhận tỷ lệ đồng thuận là 85% dựa trên 26 bài đánh giá, đạt điểm trung bình là 7,4/10. Trên Metacritic, chuyên trang sử dụng điểm trung bình, bộ phim nhận số điểm là 73/100 dựa trên 6 bài đánh giá, thể hiện "các bài đánh giá nhìn chung là ổn".
Roger Ebert của báo Chicago Sun-Times đã chấm cho bộ phim 3/4 sao, kết luận rằng "phim có thể dễ dàng tạo ra một trò hề về những chuyện gàn dở trong sa mạc, nhưng thật khó hơn nhiều để tạo ra một tương tác hài hước giữa thiên nhiên và bản chất con người. Bộ phim này là một kho báu nhỏ hấp dẫn". Variety nhận xét rằng "ưu điểm chính của bộ phim là hình ảnh màn ảnh rộng nổi bật về các địa điểm bất thường và giá trị giáo dục tuyệt đối của kể chuyện".
Trong bài đánh giá bộ phim cho The New York Times, nhà phê bình Vincent Canby viết rằng "xem Gods Must Be Crazy của Jamie Uys,[...] người ta có thể nghi ngờ rằng chẳng có những thứ như apartheid hay Đạo luật trái đạo đức hay thậm chí là Nam Phi". Mặc dù anh nhận xét phim là "thường hài hước chân thực và phi chính trị", song lưu ý rằng "còn có điều gì đó khó chịu về bộ phim", ở chỗ "chúng tôi có xu hướng thấy rằng bất kỳ tác phẩm nào của Nam Phi không tích cực lên án chế độ apartheid đều có tác dụng phụ là tha thứ cho nó, nếu chỉ thông qua im lặng".

### Phương tiện tại gia
Vào giữa tháng 11 năm 1986, The Gods Must Be Crazy được CBS/Fox phát hành trên VHS ở Mỹ trên nhãn Playhouse Video. Năm 2004, The Gods Must Be Crazy được Sony Pictures Entertainment phát hành trên DVD. Phim cũng được phát hành trên DVD dưới dạng phim đôi với The Gods Must Be Crazy II.

## Tranh cãi
The Gods Must Be Crazy đã thu hút chỉ trích vì ghi nhớ vĩnh viễn định kiến chủng tộc và sự thiếu kiến thức về phân biệt đối xử và apartheid ở Nam Phi. Tại Hoa Kỳ, bộ phim được cho là đã bị Hội nghị luật sư da đen quốc gia và các nhóm chống apartheid khác biểu tình khi phim ra rạp tại  68th Street Playhouse ở Thành phố New York.

### Cáo buộc trịch thượng
Cả nhà phê bình Vincent Canby của New York Times lẫn tác giả Josef Gugler đều gọi bộ phim là "trịch thượng" đối với tộc người San. Canby viết rằng người San trong phim "được coi là kỳ quặc ghê sợ, nếu không muốn nói là cực kỳ dễ thương", và so sánh phát ngôn của người dẫn chuyện trong phim rằng tộc San "hẳn là những người mãn nguyện nhất thế giới" đến "chính xác cái mà Mussolini có thể từng nói đến khi ông ấy điều khiển những chuyến tàu ấy chạy đúng giờ". Gugler coi cả người kể chuyện và nhân vật Mpudi trong phim đều trịch thượng: "ngay cả khi Mpudi có cảm tình với người San, thì anh ta vẫn trịch thượng như người kể chuyện: 'Họ là những kẻ vô tri nhỏ bé ngọt ngào nhất'". Đáp lại những cáo buộc trịch thượng, Uys kể rằng "Tôi không nghĩ bộ phim có ý trịch thượng. Khi Bushman ở cùng chúng tôi trong thành phố, tôi có trịch thượng với anh ta, bởi vì anh ngu ngốc. Nhưng trong sa mạc, anh ấy lại trịch thượng với tôi, bởi vì tôi ngu ngốc và anh thì thông minh".

### Phê phán liên quan đến apartheid
Năm 1985, nhà nhân chủng học văn hóa Toby Alice Volkman viết rằng tiền là "mối lo cấp bách" với tộc người San khi The Gods Must Be Crazy được ghi hình; nhiều người trong số họ phụ thuộc vào viện trợ của chính phủ và mua thực phẩm; cô lưu ý rằng nhiều người San đã gia nhập Quân đội Nam Phi do mức lương cao mà quân đội này trả. Cô viết: "Vì giai thoại về tính ngây thơ và hạnh phúc của người Bushman làm cơ sở cho sự nổi tiếng của The Gods Must Be Crazy, không có gì ngạc nhiên là ông Uys muốn chúng ta tin như thế. Tuy nhiên, có rất ít điều đáng cười ở vùng đất của người Bushman: 1.000 người nản chí (từng độc lập kiếm ăn trước đây) đã tụ tập thành một xứ sở nghèo khổ và đầy người bệnh lao, kiếm sống bằng bột ngô và đường, uống rượu Johnny Walker hoặc rượu chế tại nhà, đánh nhau và gia nhập Quân đội Nam Phi".
Năm sau, nhà nhân chủng học người Canada Richard Borshay Lee nhận xét bộ phim là "một tác phẩm tuyên truyền Nam Phi thú vị nhưng che đậy sơ sài, trong đó yếu tố đặc biệt của thần thoại da trắng Nam Phi được chú ý nổi bật". Lee viết: "quan điểm cho rằng một vài người tộc San ở thập niên 1980 vẫn chưa bị 'văn minh' ảnh hưởng là một trò đùa độc ác. Người San là đối tượng của một thế kỷ thay đổi xã hội chóng mặt và đặc biệt là trong 20 năm qua đã buộc phải chịu đựng mọi 'lợi ích' từ các chính sách apartheid của Nam Phi ở Namibia".
Gugler viết rằng quân du kích trong phim được miêu tả là "những người châu Phi xấu xa [...] nguy hiểm và phá phách, nhưng họ còn lười biếng và ngớ ngẩn. Cuối cùng, ngay cả Kate Thompson cũng tước được vũ khí của một trong số họ. Thủ lĩnh của họ là Sam Boga chỉ rõ những gì bộ phim cho chúng ta thấy về quân du kích châu Phi: 'Tại sao tôi phải làm việc với những tên nghiệp dư?' Ngược lại, anh ta phục vụ để xác nhận quan điểm apartheid rằng người châu Phi sẽ hài lòng với chế độ da trắng nếu không phải vì người nước ngoài kích động bất mãn và gây rối". Gugler tiếp tục cho rằng Uys "[tái củng cố] giai thoại về apartheid: một thế giới có trật tự với người da trắng đứng đầu, một thế giới nơi người châu Phi hạnh phúc trừ khi có sự can thiệp của người ngoài".
Khi được hỏi về suy nghĩ của mình về nạn apartheid, Uys bình luận rằng "Tôi nghĩ đó là một mớ hỗn độn. Chúng tôi đã làm một vài chuyện ngu ngốc, hư đốn làm cho chúng tôi thấy hổ thẹn. Chúng tôi đang cố gắng xử lý, nhưng đây là một chuyện rất phức tạp. Nếu bạn đi quá chậm thì tệ, còn nếu bạn đi quá nhanh thì nó sẽ làm hỏng nền kinh tế và mọi người sẽ chết đói. Tôi hy vọng tôi không phải là người phân biệt chủng tộc, nhưng mọi người thích nghĩ mình không phân biệt chủng tộc và tôi không nghĩ rằng bất kỳ ai trong chúng ta có thể thề rằng mình không phân biệt chủng tộc. Nếu điều đó tức là bạn ghét người da màu, thì tôi không phân biệt chủng tộc. Nếu điều đó tức là bạn chọn kết hôn với một cô gái có màu da giống mình, thì đó có phải là phân biệt chủng tộc không? Nếu hai người yêu nhau thì chẳng sao cả. Nhưng tôi lại chọn một cô gái da trắng làm vợ mình".

## Di sản
Vở kịch xà phòng Irish Spring có một quảng cáo giễu nhại bộ phim vào năm 1989. MV bài hát "Take Me to Your Leader" của ban nhạc rock người Mỹ Incubus đã thể hiện sự tri ân với bộ phim.